# صنایع جنگ‌افزاری

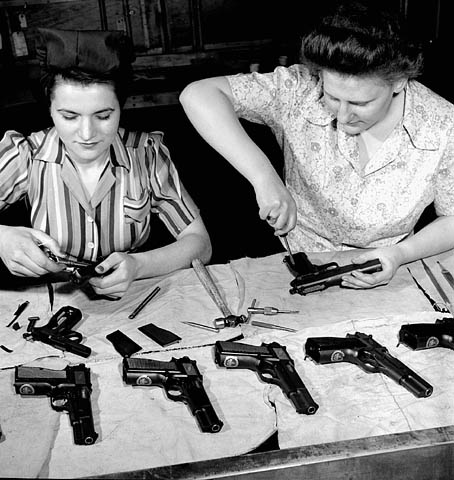
کارگران در حال سرهم کردن برونینگ های-پاور، کانادا، آوریل ۱۹۴۴

صنایع جنگ‌افزاری یک بخش اقتصادی است که در آن جنگ‌افزار تولید و یا فناوری‌های نظامی توسعه‌یافته و به فروش می‌روند.

## فروش سلاح
دانستن درست درآمدی‌های حاصل از صنعت سلاح به‌طور دقیق اکنون امکان‌پذیر نمی‌باشد. در گام نخست بیشتر قراردادهای فروش سلاح عمومی نیستند. درآمدی دیگر این بخش می‌تواند از فروش فناوری ساخت یا تعمیر یا آموزش به‌کارگیری سلاح‌ها را هم در بر بگیرد. صنعت سلاح رشد بالای اقتصادی خود را در آمریکا برای نخستین‌بار به دلیل جنگ جهانی دوم به رشد قابل توجه خود رسید. در سال ۲۰۰۵ بنابر گزارش سالانه کنگره ملی ایالات متحده آمریکا ارزش تجارت سلاح در این سال به بیش از ۳۷ میلیارد دلار آمریکا برآورد شد؛ اما روزنامه فرانسوی لوموند ارزش این معاملات را بیش از ۵۰ میلیارد دلار آمریکا برآورد کرده است.

## تولید سلاح

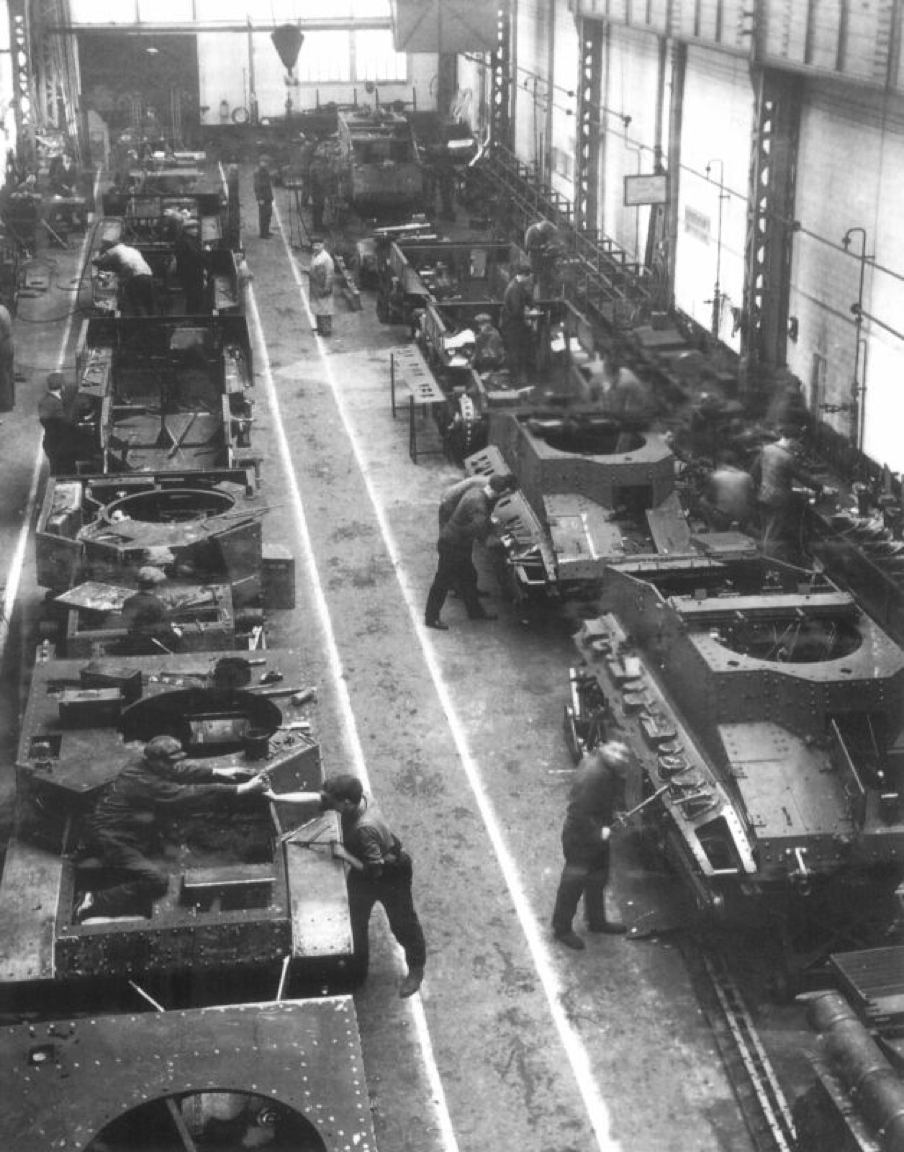
یک کارخانه تانک‌سازی در نرماندی فرانسه، سال ۱۹۳۵

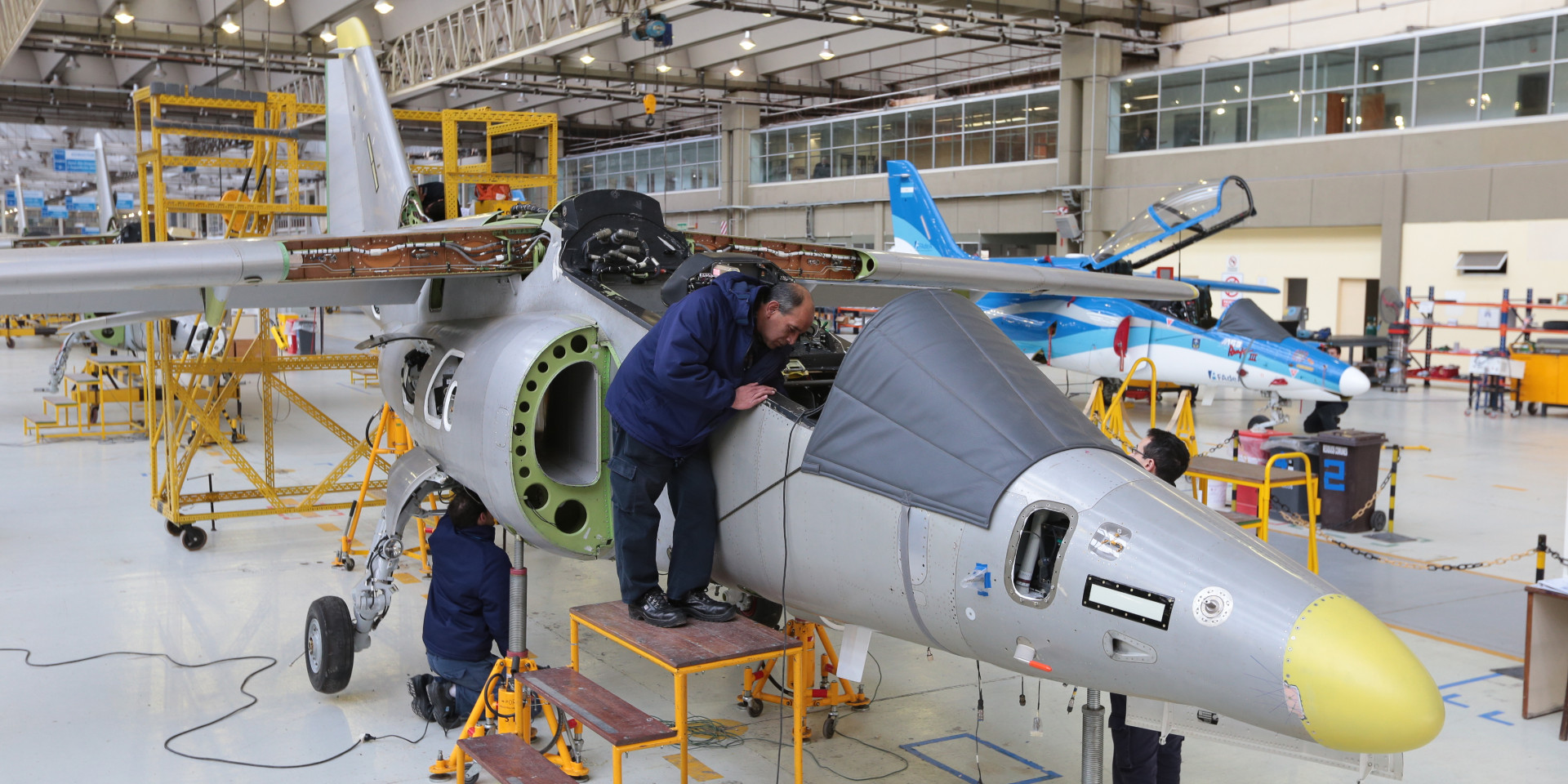
خط تولید هواپیمای آموزشی، آفندی آی. ای-۶۳ پامپا در کارخانه فابریکا آرخنتینا دی آویونس واقع در آرژانتین

به‌گفته سازمان غیردولتی اوکسفم ۶۴۰ میلیون میل سلاح سبک در جهان پخش شده‌اند (هر ده نفر یک سلاح) تولید خشاب‌های نظامی ۱۴ میلیارد در سال گزارش شده است. بخش دیگر از فروش سلاح مربوط به دوباره فروش سلاح کهنه ارتش‌های کشورهای جهان می‌شد. در جهان تنها سه کشور، نیجریه؛ آفریقای جنوبی و لیتوانی سلاح دست دوم خود را نابود می‌کنند؛ کشورهای دیگر آن‌ها را انبار و سپس با قیمت پایین‌تر به دیگر نقاط جهان ارسال می‌کنند.

## مهم‌ترین کشورهای صادرکننده
| کشور                | درصد به مقیاس جهانی |
| ------------------- | ------------------- |
| ایالات متحده آمریکا | ۴۰٪                 |
| روسیه               | ۱۶٪                 |
| فرانسه              | ۱۱٪                 |
| چین                 | ۵٫۲٪                |
| آلمان               | ۴٫۲٪                |
| ایتالیا             | ۳٫۸٪                |
| بریتانیا            | ۳٫۲٪                |

1. ↑  Un marché de l'armement en pleine mutation، روزنامه لوموند فرانسه.
2. ↑  9 juillet : Journée de la destruction des armes légères، سایت فرانسوی.